# Carpi (popolo)

Mappa della Dacia romana che mostra i Carpi situati nella regione tra i fiumi Siret e Prut in Moldavia (Romania orientale)

I Carpi erano un popolo di origine incerta (alcuni la pensano collegata ai Daci) originariamente stanziata sui pendii orientali dei monti Carpazi, in un'area corrispondente all'attuale distretto di Bacău, in Romania.

## Etimologia
Il loro nome sembra essere connesso al luogo dove vivevano, in quanto significa "roccia" o "montagna" (cf. albanese: karpë = 'roccia', dalla lingua protoindoeuropea *ker/sker). Il nome dei monti Carpazi è così probabilmente o derivato dal nome della tribù, o è il nome della tribù derivato dal nome delle montagne. Tolomeo per primo menzionò la catena montuosa dei Carpazi (Karpates), corrispondente a quella dei Carpazi occidentali.

## Storia
Mentre molte tribù daciche (come i Costoboci) vennero o sconfitte dall'Impero romano o devastate da tribù germaniche come i Vandali, i Carpi (probabilmente una federazione di tribù daciche libere) incrementarono il loro potere nel II secolo diventando (fino alle invasioni barbariche) i più importanti avversari dell'Impero romano nell'Europa sud-orientale. I Carpi erano senza dubbio di origine dacica, ma con molte influenze sarmate e romane. Dalla fine del II secolo i Carpi cominciarono ad essere chiusi tra l'Impero romano a sud e ad ovest, mentre cresceva il potere dei Goti ad est. Comunque, dopo una serie di guerre, i Goti e i Carpi si allearono contro il comune nemico, l'Impero romano.
(Giordane, De origine actibusque Getarum, XVI, 1-3.)
L'invasione alla fine fu quindi fermata dal generale di Filippo l'Arabo, Decio Traiano, futuro imperatore, presso la città di Marcianopoli, che era rimasta sotto assedio per lungo tempo. La resa fu anche possibile grazie all'ignoranza dei Germani in fatto di macchine d'assedio e probabilmente, come suggerisce Giordane, «dalla somma versata loro dagli abitanti».
Tra il 238 e il 273, alleati con i Goti, i Carpi saccheggiarono la provincia romana di Mesia. È possibile che siano stati i Carpi la tribù che attaccò Callati, Dionisopoli e Marcianopoli nel primo III secolo. Diventando una seccatura per l'impero, Filippo l'Arabo, Aureliano e poi Diocleziano li combatterono, meritandosi il titolo di Carpicus maximus per averli sconfitti. Secondo lo storico romano Ammiano Marcellino e secondo Giordane, vennero sottomessi e trasferiti da Galerio in Pannonia dove loro rimasero attorno all'area attorno all'attuale città di Pécs, fino all'invasione degli Unni.
Sesto Aurelio Vittore conferma il fatto, ma aggiunge che a quel punto, l'intera nazione dei Carpi venne spazzata via, sebbene ciò appaia in contraddizione con i successivi attacchi dell'Impero bizantino alla stessa tribù.
Comunque, lo storico bizantino Zosimo, li menziona nel V secolo, usando il nome di Carpo-Daci (forse per distinguerli dai Carpi che vivevano in territorio romano) e dice che furono sconfitti presso il Danubio dall'imperatore Teodosio I nel tardo IV secolo. Questo fu l'ultimo resoconto in cui sono nominati i Carpi.
Il loro destino (come il destino dei Daci in generale) è ancora materia di dibattito per gli storici. Probabilmente alcuni di questi Daci liberi si ritirarono nell'area molto boscosa dei Carpazi, dove insieme ai daco-romani formarono più tardi il popolo rumeno. Alcuni vennero più avanti schiavizzati (si suppone che gli Hutsuli dell'Ucraina meridionale e della Bucovina abbiano schiavizzato dei Daci), alcuni vennero assimilati da altri popoli in migrazione (come i Goti), o forse loro stessi migrarono a sud diventando gli antenati etnici degli albanesi.

### Fonti primarie
- Historia Augusta, Vite di Balbino e Pupieno 16, 3; Vita di Aureliano, 30, 4.

### Fonti secondarie
- Pat Southern, The roman empire: from Severus to Constantine, Londra & New York 2001. ISBN 0-415-23944-3
- Roger Remondon, La crisi dell'impero romano, da Marco Aurelio ad Anastasio, Milano 1975.
- Michael Grant, Gli imperatori romani, storia e segreti, Roma 1984.
- Alaric Watson, Aurelian and the third century, Londra & New York 1999.